# Paço do Lumiar
Paço do Lumiar är en ort och kommun och i delstaten Maranhão i den nordöstra regionen i Brasilien. Folkmängden i centralorten var år 2010 cirka 72 000, med totalt cirka 116 000 invånare i hela kommunen år 2014. Den är en östlig förortskommun till São Luís.